# Лео Гепп
Лео Гепп (нім. Leo Hepp; 15 серпня 1907, Ульм — 24 жовтня 1987, Ульм) — німецький штабний офіцер, розвідник і воєначальник, оберст Генштабу вермахту, генерал-лейтенант бундесверу. Кавалер Німецького хреста в золоті.

## Біографія
Син генерал-лейтенанта ветеринарної служби Лео Геппа. Після закінчення школи вступив в армію. Учасник Французької кампанії. На Різдво 1940 року направлений на Балкани, 2 травня 1941 року — в Бухарест, потім призначений 4-м офіцером Генштабу 12-ї армії в Греції. З липня 1942 по травень 1943 року — 1-й офіцер (начальник оперативного відділу) Генштабу 9-ї піхотної дивізії. З лютого 1944 по травень 1945 року — начальник Генштабу голови розвідки сухопутних військ ОКВ генерал-лейтенанта Альберта Прауна.
В 1946/56 році працював в Організації Гелена, мав службове прізвище Гебель. В жовтні 1948 року очолив відділ радіорозвідки. 1 квітня 1956 року Організації була перетворена на БНД, а влітку того ж року Гепп очолив відділ радіорозвідки. Під його керівництвом були створені перші пости прослуховування.
У вересні 1956 року вступив в бундесвер. Наступником Геппа на посаді голови радіорозвідки БНД став його колишній начальник Альберт Праун. З8 грудня 1959 по 21 жовтня 1960 року — перший командир відновленої 10-ї танкової дивізії в Зігмарінгені. З жовтня 1960 по вересень 1961 року — заступник інспектора сухопутних військ. З 1 жовтня 1961 року — командир 2-го корпусу в Ульмі. 30 вересня 1937 року вийшов у відставку. Потім Гепп на 2 роки повернувся в БНД, де до 19070 року очолював 2-й відділ (технічна розвідка) в Пулласі.

## Нагороди
- Залізний хрест 2-го і 1-го класу
- Німецький хрест в золоті (9 травня 1945)[4]
- Орден «За заслуги перед Федеративною Республікою Німеччина», великий офіцерський хрест (травень 1967)